# Bundesverband Freier Theater
Der Bundesverband Freie Darstellende Künste e. V. (vormals: Bundesverband Freier Theater e. V.) wurde 1990 gegründet. Er ist in Deutschland als Dachverband der Landesverbände der Freien Darstellenden Künste und assoziierten Mitgliedern organisiert.

## Aufgaben
Wichtige Themen des Verbandes sind die soziale, wirtschaftliche und rechtliche Situation der Tanz- und Theaterschaffenden in der Bundesrepublik Deutschland. Faire und transparente Förderstrukturen der öffentlichen Hand sind Teil dessen. Zu den Aufgaben des Verbandes gehört die Beratung der Mitglieder in den Landesverbänden sowie der Landesverbände selbst. Ebenso berät der Verband öffentliche und private Förderer zur Entwicklung und Arbeit der freien Darstellenden Künste. Der Bundesverband Freier Theater ist Herausgeber und Auftraggeber von Studien und Arbeitsmaterialien. Er veranstaltet regelmäßig Fachtage und andere kulturpolitische Fachveranstaltungen, einerseits zum Austausch der Mitglieder untereinander, andererseits zum Dialog mit den Partnern in Verwaltung und Politik.

## Mitglieder und Organisation
Zurzeit gehören dem Bundesverband Freier Theater 15 Landesverbände mit wiederum zusammen rund 1200 Einzelmitgliedern an.
| Bundesland             | Landesverband                                                                 | Sitz                |
| ---------------------- | ----------------------------------------------------------------------------- | ------------------- |
| Baden-Württemberg      | Landesverband Freie Tanz- und Theaterschaffende Baden-Württemberg e. V.       | Baden-Baden         |
| Bayern                 | Verband Freie Darstellende Künste Bayern e. V.                                | Ansbach             |
| Berlin                 | LAFT Berlin – Landesverband freie darstellende Künste Berlin e. V.            | Berlin              |
| Brandenburg            | Landesverband Freier Theater in Brandenburg e. V.                             | Potsdam             |
| Bremen                 | LAFDK Bremen – Landesverband Freie Darstellende Künste                        | Bremen              |
| Hamburg                | Dachverband freie Darstellende Künste Hamburg e. V.                           | Hamburg             |
| Hessen                 | laprof – Landesverband professionelle freie Darstellende Künste Hessen e. V.  | Frankfurt am Main   |
| Mecklenburg-Vorpommern | Landesverband Freier Theater Mecklenburg-Vorpommern                           | Waren an der Müritz |
| Niedersachsen          | Landesverband Freier Theater Niedersachsen                                    | Hannover            |
| Nordrhein-Westfalen    | Landesbüro freie Darstellende Künste e. V.                                    | Dortmund            |
| Rheinland-Pfalz        | laprofth – Landesverband professioneller freier Theater Rheinland-Pfalz e. V. | Koblenz             |
| Saarland               | Netzwerk Freie Szene Saar e. V.                                               | Saarbrücken         |
| Sachsen                | Landesverband Freier Theater in Sachsen e. V.                                 | Dresden             |
| Sachsen-Anhalt         | Landeszentrum Spiel & Theater e. V.                                           | Magdeburg           |
| Schleswig-Holstein     | Landesverband Freie Theater Schleswig-Holstein e. V.                          | Kiel                |
| Thüringen              | Thüringer Theaterverband e. V.                                                | Rudolstadt          |

Einzelmitglieder der Landesverbände sind sowohl Solo-Spieler, feste Gruppen oder Institutionen der freien Darstellenden Künste; zunehmend, insbesondere in den großen Städten, sind es auch Akteure, die zum Arbeitsfeld Darstellende Kunst zu rechnen sind, die sich aber nicht selbst als Künstler definieren, sondern als Produktionsleiter oder Techniker tätig sind.
Der Bundesverband Freier Theater wird gefördert durch den Beauftragten der Bundesregierung für Kultur und Medien (BKM) sowie durch das Bundesministerium für Bildung und Forschung (BMBF).

## Netzwerk
Der Bundesverband Freier Theater wirkt kulturpolitisch im Verbund mit weiteren Kulturverbänden. Er ist u. a. Mitglied in folgenden Verbänden / Institutionen:
- Deutscher Kulturrat, Rat für Darstellende Künste und Tanz
- Kulturpolitische Gesellschaft
- Fonds Darstellende Künste